# Mięsień trójgłowy ramienia
Mięsień trójgłowy ramienia, triceps (łac. musculus triceps brachii) – w anatomii człowieka jedyny mięsień tylnej grupy mięśni ramienia, zajmujący całą jego powierzchnię tylną. Rozpięty jest między łopatką i kością ramienną a kością łokciową. Składa się z trzech głów – głowy przyśrodkowej (caput mediale), która przylega do kości ramiennej tworząc warstwę głęboką oraz głowy długiej (caput longum) i bocznej (caput laterale) leżącej na przyśrodkowej. Przyczep bliższy głowy długiej leży na guzku podpanewkowym łopatki. Przyczep bliższy głowy przyśrodkowej znajduje się na tylnej powierzchni kości ramiennej poniżej bruzdy nerwu promieniowego sięgając i częściowo wchodząc w torebkę stawu łokciowego, tworząc płaskie ścięgno. Przyczep bliższy głowy bocznej znajduje się na tylnej powierzchni kości ramiennej powyżej bruzdy nerwu promieniowego oraz na przegrodzie międzymięśniowej bocznej. Wszystkie trzy głowy kończą się wspólnym ścięgnem na tylnej powierzchni wyrostka łokciowego kości łokciowej.
Mięsień unaczyniony jest przez tętnicę okalającą ramię tylną od tętnicy pachowej, tętnicę głęboką ramienia i  tętnice poboczne łokciowe (górną i dolną) od tętnicy ramiennej, a unerwiony przez nerw promieniowy (C5–8)
Głowa długa wymusza ruch w dwóch stawach – stawie ramiennym i stawie łokciowym, przy czym siła działania na staw ramienny jest większa niż na staw łokciowy. Jest ona najsilniejszym prostownikiem stawu ramiennego oraz silnym przywodzicielem ramienia. Głowa boczna i przyśrodkowa odpowiadają za ruch wyprostny w stawie łokciowym. 